# I Guess I’ll Have to Change My Plan
I Guess I’ll Have to Change My Plan(s) (The Blue Pajamas Song) ist ein Popsong, den Arthur Schwartz (Musik) und Howard Dietz (Text) verfassten und 1930 veröffentlichten.

## Hintergrund

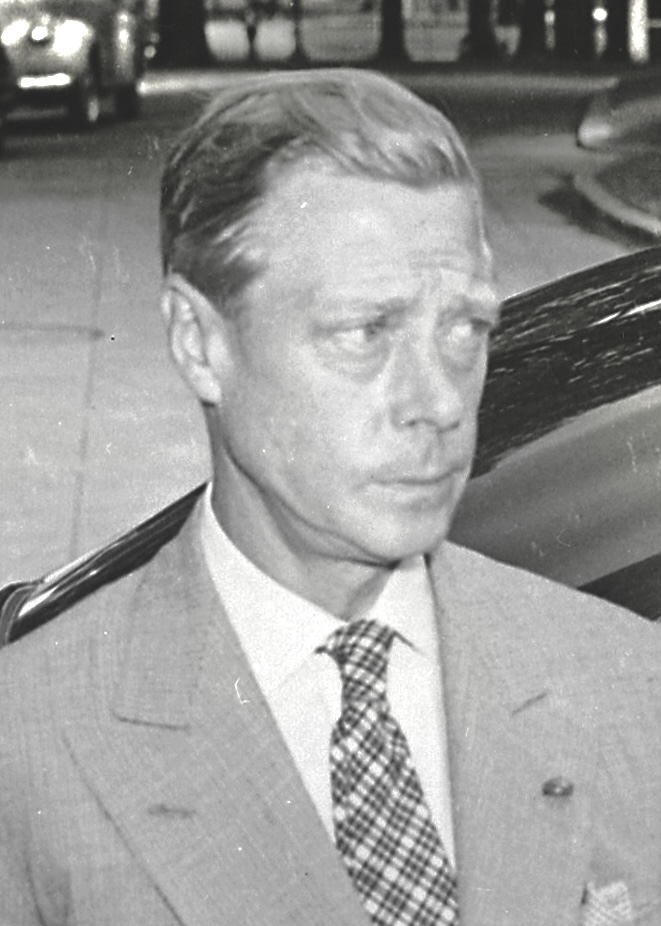
Eduard „David“, Herzog von Windsor im Jahre 1945

Schwartz komponierte bereits 1924 einen Camp Song mit dem Titel I Love to Lie Awake in Bed, zu dem Lorenz Hart den Liedtext verfasste. Auf Anfrage des Musikproduzenten Clifton Webb wurde der Text für die Musikrevue The Little Show überarbeitet, doch war I Guess I’ll Have to Change My Plan in der neuen Form wenig erfolgreich. Dies änderte sich, als Edward, Prince of Wales, Howard Dietz nach einem „blue pajama song“ fragte. Dieser wusste zunächst nicht, was der Prinz meinte, bis er sich an eine Phrase aus I Guess I’ll Have to Change My Plan erinnerte, nämlich an why did I buy those blue pyjamas?. Nachdem der Prinz in Nachtclubs und bei gesellschaftlichen Anlässen nach diesem Song verlangte, wurde er in Europa ein Hit und schließlich in Amerika wiederentdeckt.

## Erste Aufnahmen und spätere Coverversionen
Zu den Musikern, die den Song in den Vereinigten Staaten erstmals aufnahmen, gehörten das Paul Whiteman Orchestra (1932), Carroll Gibbons (1932; Columbia DB 1013), Guy Lombardo (Brunswick, 1394), Hal Kemp (1934), Benny Goodman (1935), Glenn Miller, Hazel Scott (V-Disc, 1945); in England wurde der Song u. a. vom Ambrose Mayfair Hotel Orchestra (HMV 6261) und Al Bowlly eingespielt. In der Nachkriegszeit entstanden zahlreiche Coverversionen des Songs u. a. von Johnny Mercer, Teddi King, Rosemary Clooney, Bud Freeman, Billy May, Mundell Lowe, Bobby Hackett/Jack Teagarden, Art Tatum, Julie London, Woody Herman, Arne Bue Jensen, Annie Ross, Inge Brandenburg und das Hr-Jazzensemble, Lester Young, Tony Bennett mit dem Count Basie Orchestra, Gerry Mulligan/Mel Tormé, John Pizzarelli, Humphrey Lyttelton, Bucky Pizzarelli, Dave McKenna und Ralph Sutton. Im Bereich des Pop und Easy Listening wurde der Song u. a. auch von Phil Harris, Reg Owen, Jackie Gleason (1956), Bobby Darin, Frank Sinatra (1957) und Eddy Duchin (Columbia 35704) gecovert. Verwendung fand der Song im Soundtrack von The Big Sleep (1946); Fred Astaire und Jack Buchanan sangen und tanzten zu dem Song in dem Musikfilm The Band Wagon (1953).